# Gösta af Sandeberg
Gustaf (Gösta) William David af Sandeberg, född den 14 december 1914 i Göteborg, död den 30 november 2008 i Lidingö, var en svensk ämbetsman. Han tillhörde ätten af Sandeberg.
af Sandeberg avlade studentexamen i Göteborg 1933, utexaminerades från Göteborgs handelsinstitut 1934 och avlade juris kandidatexamen vid Uppsala universitet 1939. Han genomförde tingstjänstgöring i Askims, Hisings och Sävedals domsaga 1939–1943. af Sandeberg blev amanuensaspirant i Försvarsdepartementet 1943, amanuens 1944, förste amanuens 1946, andre kanslisekreterare där 1948, i Civildepartementet 1950, förste kanslisekreterare 1953, budgetsekreterare 1957, kansliråd där 1960, i Finansdepartementet 1969 samt departementsråd i Budgetdepartementet 1977. Han blev ledamot av Statens förhandlingsnämnd 1966. af Sandeberg blev riddare av Nordstjärneorden 1964 och kommendör av samma orden 1973. Han vilar på Lidingö kyrkogård.